# Atoyac de Álvarez
Atoyac de Álvarez är en ort i Mexiko.   Den ligger i kommunen Atoyac de Álvarez och delstaten Guerrero, i den södra delen av landet, 280 km sydväst om huvudstaden Mexico City. Atoyac de Álvarez ligger 59 meter över havet och antalet invånare är 21 407.
Terrängen runt Atoyac de Álvarez är varierad. Runt Atoyac de Álvarez är det ganska glesbefolkat, med 50 invånare per kvadratkilometer. Atoyac de Álvarez är det största samhället i trakten. Omgivningarna runt Atoyac de Álvarez är en mosaik av jordbruksmark och naturlig växtlighet.